# Походження далеків
Походження далеків (англ. Genesis of the Daleks) — четверта серія дванадцятого сезону британського науково-фантастичного телесеріалу «Доктор Хто». Вона складається з шести частин, які вийшли в ефір між 8 березня і 12 квітня 1975 року. Її сценаристом виступив Террі Нейшн, а режисером — Девід Мелоні.
Іншопланетянин по імені Доктор (а саме його четверте втілення), разом зі своїми супутниками Сарою та Гаррі потрапляє на планету Скаро, в часи зародження могутньої раси безпощадних далеків. Головні герої мусять запобігти їхньому створенню або іншим чином вплинути на подальший розвиток раси.
Ця серія була створення на замовлення продюсера Баррі Летса і редактора текстів Терренса Дікса, який вважав, що підхід Нейшна схожий на його попередні історії з далеками. Дікс спонукав сценариста дослідити період створення далеків. Історія знайомить глядачів з Давросом (Майкл Вішер) — творцем далеків, що мав унікальний візуальний дизайн. Сценарій був переданий наступникам Летса і Дікса, продюсеру Філіпу Гінчкліффу та редактору сценарію Роберту Холмсу. Вони зробили зміни до оригінального сценарію, додавши оповіді темного тону. У Походженні Нейшн продовжив порівнювати далеків з нацистами, а також торкнувся моральних питань про геноцид у подорожі в часі. Знімання серії відбувалося впродовж січня та лютого 1975 року в кар'єрі поблизу Бетчворта.
Походження далеків розпочала показ з аудиторією в 10,7 млн глядачів, а закінчила через п'ять тижнів з 9,1 млн глядачами. З моменту виходу серія вважається однією з найкращих за історію всього серіалу. Новелізація історії була оприлюднена в 1976 році Діксом, і вийшла у вигляді скороченої грамофонної платівки у 1979 році, перш ніж вийти на VHS у 1991 році та DVD у 2006 році.

## Передісторія
Доктор — мандрівник у часі та шукач пригод. Він є космічним прибульцем раси Володарі часу з планети Галліфрей. Зовні він виглядає як людина, але фізіологічні характеристики в нього інакші (наприклад, Доктор має два серця). Головною особливістю Володарів часу є їхня регенерація — після важкого поранення, організм представника цієї раси спроможний "оновитися", тобто кожна клітина перебудовується, і прибулець змінює зовнішність, характер і смак, але зберігає пам'ять.
Доктор має живий космічний корабель (і машину часу, до того ж) на ім'я ТАРДІС, а також звукову викрутку — пристрій для різних механічних дій (відмикання замків, поломка механізмів, введення даних у комп'ютер тощо). У цій серії представлене четверте втілення Доктора, який подорожує з двома супутниками — людьми Сарою Джейн Сміт і Гаррі Салліваном. Найвідомішими ворогами головного героя є раса далеків. Вони є мутантами, в яких відсутні емоції та які, в цілях свого виживання, прагнуть завоювати Всесвіт та знищити всіх інших, крім самих себе.
Сам серіал поділяється на дві частини — класичний «Доктор Хто» і відроджений (сучасний). Справа в тому, що серіал на постійній основі транслювався з 1963 по 1989 рік, але через низькі рейтинги його закрили. 2005 року він був відроджений, не ігноруючи класичних історій, а продовжуючи їх.

## Сюжет
Четвертий Доктор і його супутники — Сара Джейн Сміт та Гаррі Салліван раптово опиняються на іншій планеті. Доктора зустрічає один з Володарів часу та пояснює, що влада їхнього народу послала Доктора у часи створення далеків, щоб запобігти їхньому завоюванню Всесвіту. Йому видано кільце часу, яке поверне команду в ТАРДІС по завершенню завдання. Війна між расами талів і каледів впродовж довгих століть спустошила планету. Обидві сторони конфлікту побудували захисні куполи та готові знищити один одного в будь-який момент.
Пройшовши невеликий шлях, головні герої знаходять базу каледів. Саме тоді вона потрапляє під ворожий обстріл. Усі троє непритомніють від отруйного газу. Солдати беруть Доктора та Гаррі в якості полонених, а Сару, вважаючи мертвою, залишають надворі. Вона намагається знайти своїх друзів, але натрапляє на невелику групу м'ютів — вигнанців, що мутували через хімічну зброю. Їх ловлять тали та змушують завантажувати радіоактивні елементи для ракети, яку прагнуть використати у війні з каледами. Сара, разом з м'ютами вирішують втекти по риштуванні навкруги ракети, але озброєні тали запобігають втечі.
Каледи конфісковують у Доктора всі його речі, включаючи звукову викрутку і кільце часу. Він і Гаррі стають свідками зібрання елітних вченів, на чолі з Давросом, які демонструють новий винахід — «Машина для пересування. Модель ІІІ». Даврос давно планує перетворити свій народ в "досконалих створінь", мутантів, яким для пересування потрібна буде ця машина. Доктор випадково називає її "далеком", а через кілька хвилин і Даврос називає їх так. Ронсон, один із вчених, таємно каже Докторові, що експерименти Давроса неетичні і що цьому потрібно покласти край. Доктор домовляється з ним, що після свого визволення, розповість про далеків та Давроса. Далі вони зустрічаються з іншими каледами, що прагнуть зупинити Давроса, але він дізнається про плани повстанців за допомогою Найдера і його шпигунів. Даврос готує 20 далеків під управлінням комп'ютера і таємно дає талам формулу речовини, що зможе пробити захисний купол каледів. Тали виготовляють потрібний компонент і вбудовують його в ракету, щоб покласти край давній війні.
Доктор і Гаррі визволяють Сару та м'ютів, але Доктора схоплюють і він безпорадно спостерігає за запуском талської ракети. Даврос обвинувачує Ронсона в наданні формули, заявляє, що смерть каледів стане народженням нової раси далеків та дає команду вченому Ґарману видалити милосердя з програми далеків. Кілька далеків вирушають в купол талів, де вбивають всіх, кого бачать. Доктор, Сара й Гаррі об'єднуються з уцілілими талами і м'ютами та разом повертаються в бункер каледів. Доктор просить талів знайти спосіб знищити бункер, а сам зі своїми супутниками йде всередину за кільцем часу. Даврос схоплює героїв та змушує Доктора під страхом смерті друзів розповісти, як далеки будуть переможені в майбутньому.
Інші вчені дізнаються про плани Давроса, визволяють Доктора і відправляють його в кімнату з інкубаторами далеків. Для активації бомби він мусить з'єднати два кінці дроту, але, в останній момент, задумується, чи в праві він вирішувати долю Всесвіту. Даврос погоджується на умови ультиматуму, дані повстанцями, та проводить голосування про зупинення експериментів. Доктор, дізнавшись про це, прибуває в зал голосування, забирає кільце часу та плівку з записом слабкостей далеків. Виявляється все це було приманкою Давроса, він впускає в зал далеків. Вони вбивають каледів і талів. Гаррі й Сара рятуються, а Доктор повертається до інкубаторів, де, рятуючись від далека, останній випадково замикає контакт дроту і капсули з мутантами вибухають. Даврос усвідомлює, що далеки стали незалежними від свого творця. Він намагається зупинити виробничу лінію машин та уникнути смерті, але далеки вбивають його. Новонароджена раса бере за ціль стати повелителями Всесвіту.
Доктор запевняє своїх супутників, що хоч він і не зміг знищити далеків, їхній розвиток точно сповільнений на кілька століть. Команда головних героїв прощається з талами і м'ютами та за допомогою кільця часу повертається на Нерву.

## Трансляція й сприйняття
| Епізод | Назва                  | Тривалість | Оригінальна дата трансляції | Глядачі у Великій Британії |
| ------ | ---------------------- | ---------- | --------------------------- | -------------------------- |
| 1      | Частина 1 (Part One)   | 24:30      | 8 березня 1975 року         | 10,7 млн                   |
| 2      | Частина 2 (Part Two)   | 24:51      | 15 березня 1975 року        | 10,5 млн                   |
| 3      | Частина 3 (Part Three) | 22:38      | 22 березня 1975 року        | 8.5 млн                    |
| 4      | Частина 4 (Part Four)  | 23:38      | 29 березня 1975 року        | 8.8 млн                    |
| 5      | Частина 5 (Part Five)  | 23:27      | 5 квітня 1975 року          | 9.8 млн                    |
| 6      | Частина 6 (Part Six)   | 23:30      | 12 квітня 1975 року         | 9.1 млн                    |

Походження далеків вперше транслювалася у вигляді шести щотижневих частин по 25 хвилин з 8 березня 1975 року по 12 квітня 1975 року. Кількість глядачів становила від 8 до 10 мільйонів; першу та другу частину подивились 10,7 та 10,5 мільйонів людей відповідно, третю і четверту — 8,5 і 8,8 мільйонів, а п'яту і шосту — 9,8 і 9,1 мільйонів.
У 2010 році Марк Брекстон з Radio Times визнав серію "найкращою годиною Террі Нейшна для серіалу", особливо хваливши створення Давроса. Він також позитивно ставився до роботи Дадлі Сімпсона (композитора серії) та союзників Давроса, які були "бездоганно написані та зіграні" від Найдера до Гармана. Однак він був розчарований, що Гаррі за всю серію майже нічого не зробив. Рецензент The A.V. Club Крістофер Бан зазначив, що сюжет суперечить деяким елементам серії Далеки (перша поява далеків), але що це "[ударило] по емоційній складовій". Він особливо хвалив Давроса і Скаро. Однак Бан відчув, що головною проблемою у зображенні далеків є те, що "нам не дано іншого вибору, окрім того, щоб розглядати їх як вбивць-психопатів", а Доктор натрапив на "катастрофічно некомпетентного секретного агента". Стюарт Голбрайт з DVD Talk оцінив серію в чотири зірки з п'яти, називаючи це "справжньою насолодою для фанатів" і писав, що Вішер був "чудовим" у ролі Давроса. Також він зауважив, що історія "переважно сконцентрована на дії та напруженості, що робить її досить доброю" і вважав, що "це не особливо оригінально", оскільки сюжет стосується загальних питань подорожей в часі. У 2009 році журнал SFX назвав сцену, в якій далеки отримують свій перший бластер "тринадцятим найстрашнішим моментом «Доктора Хто»". Чарлі Джейн Андерс з Io9 у статті 2010 року назвала кліфгенгер в четвертій частині (Доктор змушений розповісти, як далеки будуть переможені у майбутньому) одним з найкращих кліфгенгерів за весь серіал.

### Спадщина
Походження далеків є однією з найвідоміших серій класичного «Доктора Хто» (1963 — 1989), тому що її часто повторювали на телебаченні. Шість частин були зібрані в одну 85-хвилинну версію, яку транслювали на BBC One о 15:00 27 грудня 1975 року. Її переглянули 7,6 мільйонів глядачів, також дві 45-хвилинні частини серії транслювали 26 липня та 2 серпня 1982 року, вони зібрали аудиторію в 4,9 та 5 мільйонів відповідно.
У звичайному розділенні на шість частин, серія була повторена на BBC Two в 1993 та 2000 році (аудиторія в середньому 2,2 млн та 1-1,5 млн відповідно). У 2008 році читачі журналу Doctor Who Magazine взяли участь в опитуванні про найкращу серію «Доктора Хто» усіх часів, в якому 2500 людей назвали саме Походження далеків. Через рік читачам дали вибір з 200 вибраних серій і Походження посіла третє місце, поступившись Печерам Андрозані (1984) та «Кліп-кліп» (2007). У 2014 році серія знову отримала третє місце. 2008 року, газета The Daily Telegraph назвала її однією з десяти найкращих за весь серіал.
Походження далеків встановила перший випадок ревізіонізму за історію серіалу. Першочергова історія далеків, показана в серії Далеки першого сезону відрізняється від показаної тут. Спершу далеки ідентифікувались як предки далів, створінь, схожих на талів. Тут же дали замінені на каледів. У книзі The Official Doctor Who and the Daleks Book, співавтором якої є Террі Нейшн, було встановлено, що події Далеків відбуваються під час 1000-літньої сплячки далеків, коли мутанти — плоди експериментів Давроса, шукаючи притулок, знайшли його напрацювання. Рассел Т. Девіс, що працював над відродженим серіалом (2005 — сьогодення), сказав, що спроба Володарів часу винищити далеків в цій серії стала поштовхом до розв'язання Війни Часу.
Даврос виявляється живим у серії Доля далеків 1979 року, де його зіграв Девід Гудерсон. В якості імператора далеків та у виконанні Террі Моллойя, персонаж з'являється ще в трьох історіях класичного серіалу. У відродженому серіалі Даврос дебютує у історії з двох серій: «Вкрадена Земля» / «Кінець мандрівки». Роль зіграв Джуліан Бліч. В «Учневі чародія» (2015) Доктору прийшлося вибирати — вбити Давроса ще дитиною, чи врятувати його зі смертельної пастки. Тут використовуються фрагменти з Походження.

## Комерційні виходи

### Книга
Новелізація цієї серії, написана Терренсом Діксом, була опублікована Tandem в 1976 році та перевидана Virgin Publishing в 1991 році, з огляду на відведене число 27 серед новелізацій. «Доктор Хто і походження далеків» має найбільший тираж будь-якої з оригінальних серій — понад 100 000 примірників.

### Домашні носії
У 1979 році BBC випустили звукову версію серії у вигляді грамофонної платівки. У 1988 році запис був перевиданий на касеті BBC Audio, разом з аудіо-драмою «Відкат». Згодом він вийшов на компакт-диску в переглянутій та розширеній версії BBC Audio в парі з «Дослідження Землі: Машина часу» у 2001 році. У лютому 2011 року Audio Go перевидали часову стиснуту аудіо-версію платівки.
Походження далеків вийшла BBC Enerprises на VHS у 1991 році, разом з попередньою серією Експеримент сонтаранців, а потім ще раз як частина зібрання історій з Давросом. Він вийшов на DVD, як спеціальне видання на двох дисках у Великій Британії від BBC Worldwide 10 квітня 2006 року та у США Warner Home Video 6 червня того ж року. Цей DVD-випуск доступний також як частина The Complete Davros Collection, разом з Доля далеків, Воскресіння далеків, Викриття далеків та Спогади далеків.
Серія в якості 1080i вийшла на BBC Studios на Blu-ray у Великій Британії як частина збірки дванадцятого сезону 11 червня 2018 року та Warner Home Video на території США як частина Том Бейкер: Сезон 1. Цей випуск містив як оригінальну 6-епізодну версію, так і 85-хвилинний повтор. Для просування продажу повторна версія (продається як режисерська версія) була показана в кінотеатрах США коштами Fathom Events 11 червня 2018 року.

## Цікаві факти
- Це перша серія з участю Давроса — творця далеків.
- Походження далеків також є другою за історію серіалу, де події відбуваються на планеті Скаро. Першою була ￼Далеки (друга серія першого сезону). В ній були показані наслідки війни каледів і талів — панування далеків і винайдення ліків проти радіації.
- Фрагменти серії були використані у дев'ятому сезоні відродженого серіалу, а саме серії «Учень чародія» (2015). Даврос згадує свої зустрічі з Доктором, а на екранах позаду показаний Четвертий Доктор, готовий вбити усіх далеків, активувавши бомбу.